# Efficience écologique
L'efficience écologique décrit l'efficacité avec laquelle l'énergie est transférée d'un niveau trophique au suivant.

## Productivité primaire et secondaire dans les réseaux trophiques
L’énergie est utilisée lors du développement et des activités de tout organisme. Elle est donc importante pour la vie et va être transmise sous forme de flux au sein des réseaux trophiques. L’énergie entre dans les écosystèmes via l’énergie lumineuse captée par les producteurs primaires. Elle passe ensuite d’un niveau trophique à l’autre le long de la “chaîne alimentaire”. De la production à la respiration, matière organique et énergie sont liées, chaque molécule organique étant un stock d’énergie.

### Production primaire: entrée de l’énergie dans le système
Les producteurs primaires sont tous autotrophes (produisent de la matière organique à partir de matière minérale). Ils sont majoritairement phototrophes, comme les plantes (utilisent l’énergie lumineuse pour synthétiser la matière organique), mais ils peuvent également être chimiotrophes, comme certaines bactéries (utilisent l’énergie libérée par des réactions chimiques de molécules et ions inorganiques pour synthétiser la matière organique). Les phototrophes ont la capacité de transformer l’énergie lumineuse, qui est diffuse et non stockable, en énergie chimique, donc stockable, sous forme de glucides. Cette transformation est possible grâce au processus de photosynthèse qui va utiliser l’énergie lumineuse afin de fixer le carbone atmosphérique (CO2 : matière inorganique) et de l'intégrer dans la composition d'un glucide (Cn(H2O)p : matière organique). Les producteurs primaires sont dans la majorité des cas des plantes au sein des écosystèmes terrestres et des phytoplanctons au sein des écosystèmes aquatiques. Ils sont à la base des réseaux trophiques, car ils permettent l'entrée de l’énergie au sein de l’écosystème par leur production primaire, qui correspond à la quantité de nouvelle biomasse créée. Ils correspondent donc au premier niveau du réseau trophique.
La biomasse correspond à la masse des organismes (part vivante et morte toujours rattachée à l’organisme) par unité de surface du sol ou de volume d’eau. Elle est généralement exprimée en unités d'énergie (J/m2) ou de matière organique sèche (t/ha) ou de carbone (gC/m2).
Les facteurs limitant la production primaire au sein des communautés terrestres sont la lumière, le CO2, l’eau et les nutriments du sols qui sont nécessaires à la photosynthèse et au développement des plantes. La température quant à elle est une condition qui affecte le taux de la photosynthèse.
Les facteurs limitant la production primaire au sein des communautés aquatiques sont la lumière (la profondeur) et les nutriments (les plus communément limitants sont l'azote, le phosphore et le fer en océan ouvert),.

### Relation entre production primaire et secondaire
L’énergie transite d’un organisme à l’autre à travers le processus de consommation au sein des réseaux trophiques.
La productivité secondaire est définie comme étant le taux de production de biomasse par les organismes hétérotrophes.
Les producteurs secondaires sont tous hétérotrophes (crée sa matière organique à partir de matière organique déjà existante). On y trouve les consommateurs primaires (herbivores) qui sont au deuxième niveau du réseau trophique et les consommateurs secondaires, tertiaires etc.(carnivores ou parasites) qui sont au troisième, quatrième et ainsi de suite niveau du réseau trophique. Il y a généralement autour de 3 ou 4 niveaux trophiques dans les écosystèmes terrestres, et 5 ou 6 dans les écosystèmes aquatiques (la réalité est souvent plus complexe car certains organismes sont omnivores ou consomment des proies de plusieurs niveaux trophiques).
La production primaire disponible (biomasse des plantes) est consommée par les consommateurs primaires (herbivores), qui seront eux-mêmes consommés par les consommateurs secondaires, etc..; La base du réseau trophique restera toujours les producteurs primaires qui représentent la seule source d’énergie pour les producteurs secondaires.
La relation est positive entre la production secondaire et primaire : plus il y a de production primaire (et donc de biomasse du producteur primaire) plus il y aura de production secondaire (biomasse des hétérotrophes).
Il ne faut cependant pas oublier les décomposeurs qui vont agir à chaque niveau du réseau trophique en dégradant les cadavres et excrétions des organismes. À la fin de cette décomposition, des nutriments minéraux (inorganiques) seront rejetés, ils pourront être utilisés par les autotrophes,.

## Pertes énergétiques entre les niveaux trophiques

### Production Primaire Nette
Toute l’énergie lumineuse captée par la plante n’est pas utilisée pour augmenter sa biomasse (or seule l’énergie stockée dans la biomasse peut être transmise aux niveaux trophiques supérieurs). En effet, une partie de cette énergie est directement utilisée pour les besoins métaboliques de la plante : notamment la respiration (dégradation des glucides de la photosynthèse pour récupérer leur énergie) et l’évapotranspiration (processus d’évaporation d’eau à la surface des feuilles pour créer un appel d’eau venant des racines, et ainsi permettre la montée de la sève brute jusqu’aux feuilles). Les plantes sécrètent également une grande diversité de molécules organiques par les feuilles ou les racines (molécules odorantes par exemple). De plus, une partie de l’énergie utilisée pour le métabolisme est perdue sous forme de chaleur. On doit donc distinguer la Production Primaire Brute, PPB (toute la matière organique produite par la plante lors de la photosynthèse) de la Production Primaire Nette, PPN (matière organique qui fait partie de la biomasse). En effet, seule la PPN est disponible pour les herbivores, il n’y a donc que l’énergie stockée dans la PPN qui a une chance d’être transmise aux niveaux trophiques supérieurs,.

### Pertes d’énergie d’un niveau trophique à l’autre

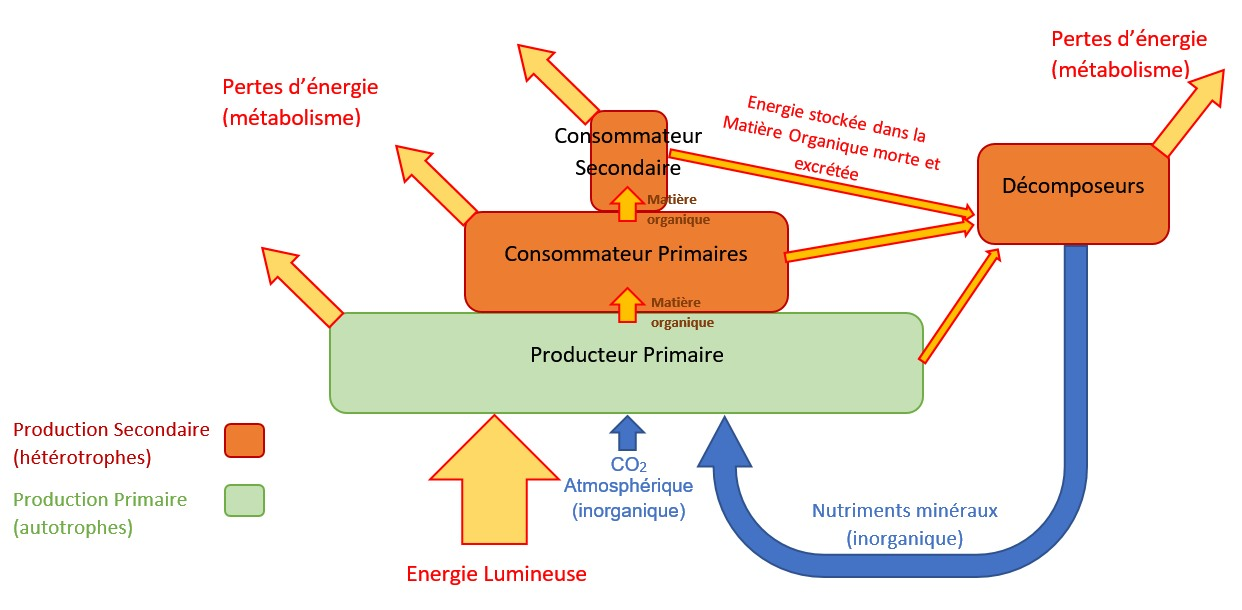
Schéma des transferts d'énergie et de matière au sein d'un réseau trophique (sans échelle)

À chaque fois que l’on passe d’un niveau trophique au suivant, on perd une partie de l’énergie. En effet, toute la biomasse disponible (PPN) n’est pas ingérée par les herbivores : ils mangent rarement les plantes en entier (branches, racines etc.). Il en est de même pour les carnivores qui ne mangent pas la totalité de leur proie (ils laissent les os par exemple).
Parmi la matière organique ingérée par les consommateurs (herbivores, carnivores et parasites), toute une partie n’est pas absorbée pendant la digestion et est excrétée (fèces). En effet, seules les molécules simples telles que les oses, les acides gras et les acides aminés peuvent traverser le tissu intestinal. Parmi la matière organique absorbée, une partie est utilisée pour le métabolisme : déplacements et autres efforts physiques de l’animal, thermorégulation…(tout cela grâce à la respiration cellulaire). Lors de ces processus, une partie de l’énergie est perdue sous forme de chaleur. Finalement, seule une petite partie de la matière organique ingérée sert à la production secondaire.
La matière organique qui n’est pas ingérée n’est pas vraiment perdue puisqu’elle sera consommée par les décomposeurs (certains champignons, bactéries, insectes etc.). Ces organismes font partie du réseau trophique, mais n’ont pas vraiment de niveau trophique attitré puisqu’ils consomment la matière organique morte et/ou excrétée issue de tous les autres niveaux trophiques.
On comprend donc que la quantité d’énergie baisse quand on passe à un niveau trophique supérieur. On peut donc représenter l’énergie disponible à chaque niveau trophique comme une pyramide.
La pyramide écologique des énergies, contrairement aux pyramides des nombres ou des biomasses, n’est jamais inversée, quel que soit l’écosystème ou les organismes pris en compte (la pyramide des nombres a des niveaux plus petits que les niveaux supérieurs quand elle prend en compte les parasites ; la pyramide des biomasses dans les écosystèmes aquatiques peut avoir des producteurs primaires : phytoplanctons, moins lourds que les herbivores : zooplanctons). C’est donc la seule pyramide qui rend bien compte des pertes énergétiques à chaque niveau.
Lindeman a montré en 1942 que la fraction de l'énergie disponible à un niveau trophique qui passe à un niveau supérieur est estimée entre 0,1% et 20% selon les écosystèmes. Ce résultat a été retenu comme la "loi des 10%”, souvent utilisée en première approximation. Ce pourcentage varie en fonction des espèces et des écosystèmes considérés. Il est donc important de calculer les pertes d’énergies spécifiques à chaque espèce du réseau trophique étudié si on a besoin d’un résultat précis. Pour cela, on fait des calculs de l’efficience écologique,.

## L’efficience écologique

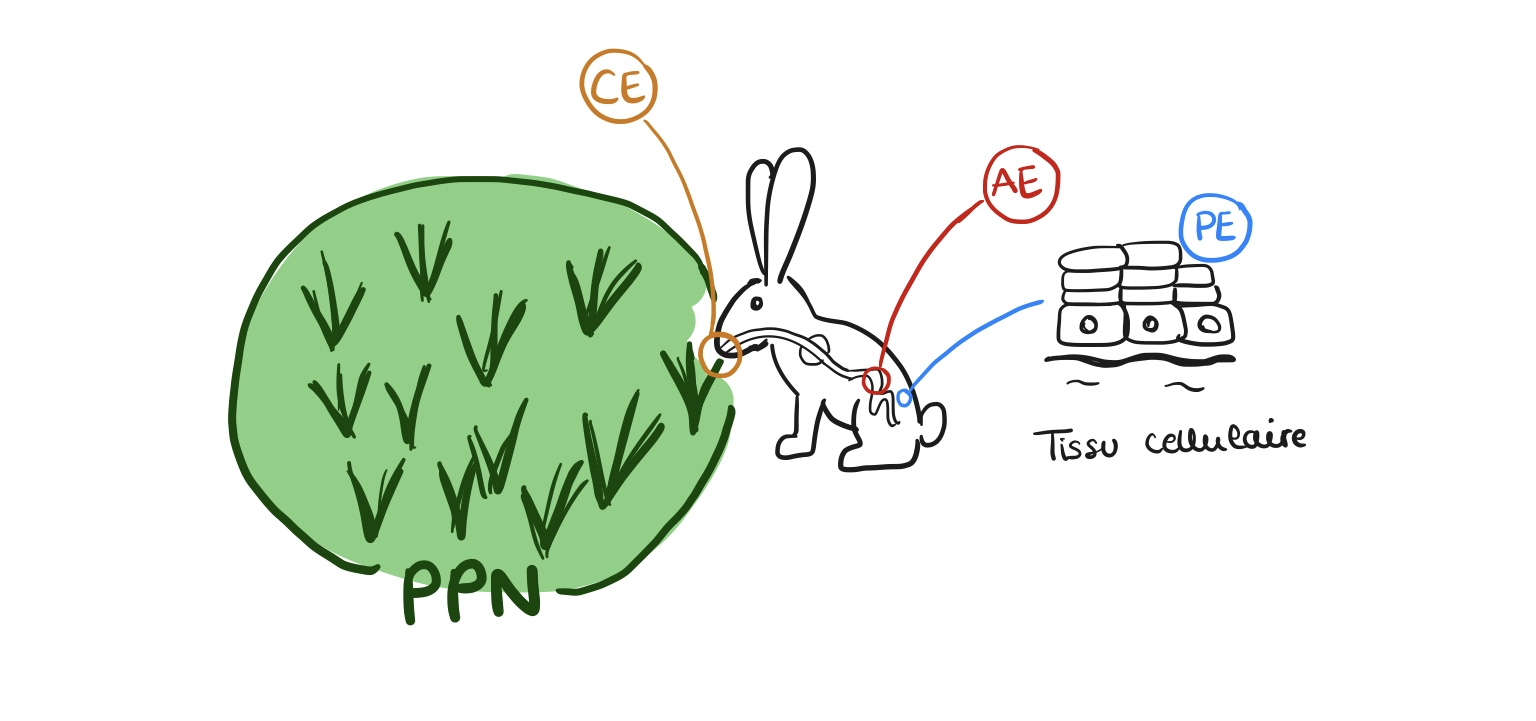
Représentation des 3 efficiences : efficience de consommation (CE), efficience d'assimilation (AE) et efficience de production (PE)

Toute l’énergie fixée dans la production primaire nette (NPP) ne passe pas vers le niveau trophique supérieur. Ainsi, il en est de même pour un niveau trophique n-1 et n. Le flux d’énergie dépend de l’efficience du transfert d’énergie. Pour déterminer la quantité d’énergie passée d’un niveau à un autre, il faut connaître divers types d’efficience.
Les efficiences sont des rapports sans dimension, il faut donc utiliser des variables de même unité. On utilise en général des flux d’énergie (énergie par unité de surface et de temps), par exemple des productivités (taux de production).

### L’efficience de consommation (CE)
La totalité de la production d’un niveau n-1 n’est pas consommée par le niveau n. En effet, le niveau n choisit une partie de n-1 et rejette le reste,. Cependant, ces parties non ingérées sont quantifiées dans la production nette (PN). L’efficience de consommation CE pour un écosystème est le pourcentage d’énergie ingérée au niveau n (In) parmi la productivité totale disponible au niveau n-1 (Pn-1) par unité de temps.
Elle est traduite par la formule :
{\displaystyle CE={\frac {I_{n}}{P_{n-1}}}100}
In et Pn-1 sont en Joule car ce sont des valeurs d’énergie.
Le terme ingérée est défini ici comme la quantité de matière traduite en quantité d’énergie qui arrive dans l’intestin des individus au niveau n. In peut être déterminée par l’analyse de l’intestin.

### L’efficience d’assimilation (AE)
Le catabolisme des aliments s’est fait tout au long du tractus digestif. À partir de l’intestin commence l’assimilation. Cette quantité d'énergie assimilée par la digestion (An)  parmi la quantité d’énergie ingérée (In), donnée en pourcentage est appelée efficience d’assimilation. Cette dernière est traduite par la formule :
{\displaystyle AE={\frac {A_{n}}{I_{n}}}100}
Cette définition de l’efficience d'assimilation n’est pas valable pour les microorganismes décomposeurs. En effet, ils font de la digestion externe.

### L’efficience de production (PE)
Dans le métabolisme animal, toute l’énergie assimilée (An) n’est pas fixée. une partie est perdue lors du processus de synthèse. Par exemple, perte par la respiration. L’énergie fixée au niveau n est appelée production (Pn). Cette énergie est incorporée dans la nouvelle matière formée lors de la synthèse, c'est-à-dire dans les organites des cellules, les tissus, puis l’organe. La nouvelle matière formée est une réserve d’énergie. L’efficience de production (PE) est la quantité d’énergie produite (Pn) parmi l’énergie assimilée (An). Cette PE est traduite par la formule :
{\displaystyle PE={\frac {P_{n}}{A_{n}}}100}

### L’efficience écologique (TLTE ou Trophic Level Transfer Efficiency)

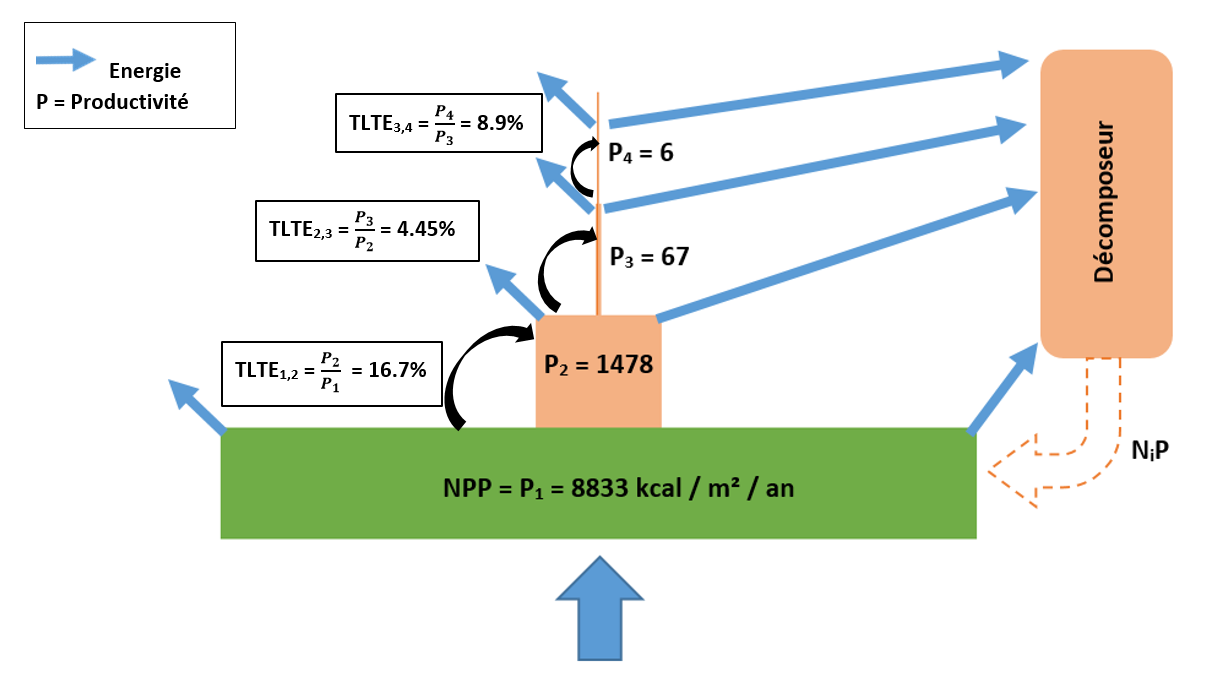
Pyramide des énergies dans les sources des Silver Springs en Floride, d'après les données d'Odum, 1957

L'efficience écologique est le ratio entre l’énergie produite ou fixée au niveau n et l’énergie disponible au niveau n-1.Elle représente l'efficience totale de transfert d'énergie d'un niveau trophique au niveau supérieur. Elle est traduite par la formule :
{\displaystyle TLTE={\frac {P_{n}}{P_{n-1}}}100}
C'est le produit des efficiences de consommation, d'assimilation et de production :
{\displaystyle TLTE=CE*AE*PE}
Cette efficience écologique définit les flux d’énergie dans les diverses communautés. Par exemple, chaque année les herbivores des sources de Silver Springs en Floride fixent environ 17% de la production des producteurs primaires des sources. Les prédateurs de ces herbivores fixent de même environ 4% de la nouvelle biomasse produite par les herbivores, et enfin les prédateurs en haut de la chaîne fixent environ 9% de la production des prédateurs intermédiaires. L'énergie stockée dans des restes, des cadavres ou des excréments, entre dans les flux d’énergie des décomposeurs, qui peuvent à leur tour perdre l'énergie par respiration.
Selon les valeurs des efficiences écologiques entre chaque niveau trophique, le flux d'énergie dans un écosystème pourra donc prendre des chemins différents.

## Variation des efficiences écologiques
Les efficiences de transfert d'énergie entre les niveaux trophiques sont variables selon les écosystèmes, et conditionnent l'importance des flux d'énergie entre chaque compartiment des réseaux trophiques. Plusieurs paramètres conditionnent cette variabilité.

### Les rapports stœchiométriques C:N et C:P
Les différences de rapports C:N et C:P (rapports entre le carbone et l'azote ou le phosphore mesurés en écologie stœchiométrique) dans la biomasse des organismes influencent les efficiences de consommation et d'assimilation. En effet, un rapport C:X (X = P ou N) différent entre un niveau trophique et le niveau suivant qui le consomme oblige les organismes consommateurs à rejeter l'élément qui est en excès. Or, énergie et matière sont liées depuis la production jusqu'à la respiration, les molécules organiques étant source d'énergie pour les êtres-vivants. Un rejet de matière équivaut donc à une perte d'énergie. Ce phénomène explique en partie la faible efficience de transfert dans les écosystèmes terrestres entre le compartiment des producteurs primaires et celui des herbivores, les plantes ayant une plus forte teneur en C que les animaux, notamment dans leurs parties ligneuses. Celles-ci ne sont pas ingérées par les herbivores ou sont rejetées sous forme de fèces, d'où des faibles efficiences de consommation et d'assimilation.

### Variations selon le degré de maturité d'un écosystème
Dans les écosystèmes les plus matures, c’est-à-dire ayant passé plusieurs étapes de la succession écologique, les organismes ont en général des mécanismes pour augmenter leur efficience de production de nouvelle biomasse. De plus, des mécanismes pour limiter les pertes non respiratoires existent également, comme des barrages de débris organiques dans les forêts où la respiration est plus importante, limitant potentiellement les pertes autres. Cependant, il est difficile de comparer l’efficience écologique d’écosystèmes définis sur des surfaces différentes, donc on ne peut pas affirmer que l’efficience globale des écosystèmes matures soit plus élevée que celle des écosystèmes moins matures,.

### Variations selon les conditions abiotiques
Les conditions climatiques peuvent contrôler la productivité primaire et ainsi l'importance des flux d'énergie dans les réseaux trophiques. Les évènements de type El-Niño (ENSO) conduisent à des températures et des précipitations accrues dans certaines régions, où la photosynthèse devient plus importante que la respiration de l'écosystème. La productivité nette de l’écosystème augmente alors, celle-ci étant définie comme la différence entre la productivité primaire brute et la respiration de l’écosystème. Une proportion plus élevée de l'énergie arrivant au premier niveau est donc transformée en nouvelle biomasse.